# 哥特战争 (535年—554年)
哥特戰爭（義大利語：Guerra gotica）發生在公元535到554年，是拜占庭帝國（東羅馬帝國）和東哥特王國於意大利、達爾馬提亞、薩丁島、西西里島和科西嘉島發生的戰爭。
這場戰爭分為兩個階段。在第一階段（535年-540年），東羅馬帝國的貝利薩留進攻並佔領了意大利。而第二階段（540/541年–554年），東哥特軍在托提拉率領下東山再起，與東羅馬帝國長期交戰後，最後被納爾塞斯平定。納爾塞斯在554年擊退了法蘭克人和阿拉曼人的入侵。同年，查士丁尼頒布《國事詔書》，指定意大利的新政府。許多城市在意大利北部繼續抵抗，一直到562年。
戰爭起因於東羅馬帝國皇帝查士丁尼欲收回昔日西羅馬帝國領土的雄心，自上個世紀的歐洲民族大遷徙後這些領土就落入蠻族的手中。經過這場戰爭的蹂躪後，意大利的人口大幅減少。最後拜占庭雖為這場戰爭的勝利者，卻沒有能力抵抗倫巴第人在568年的入侵，因此最後仍失去了在意大利大部分的土地。

## 背景

### 東哥特王國

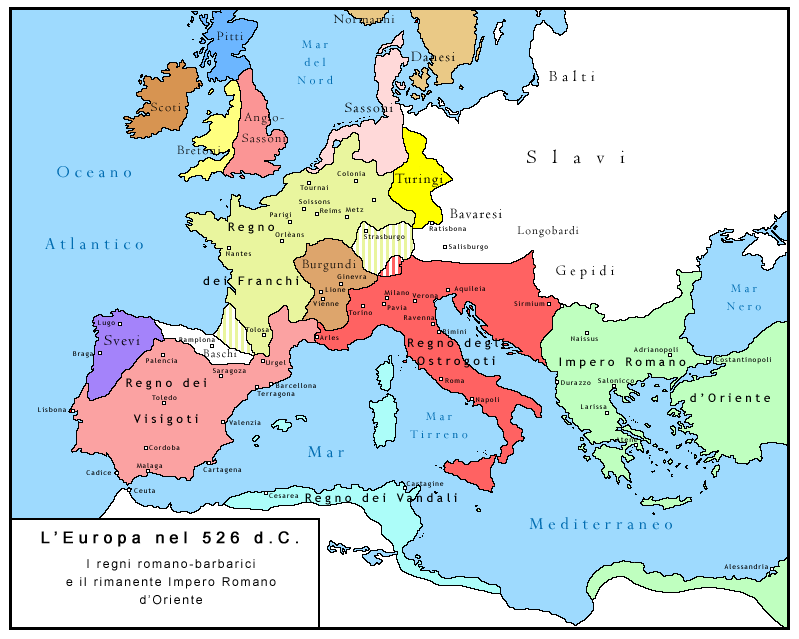
526年的歐洲。

476年西羅馬帝國滅亡，奧多亞塞廢黜皇帝羅慕路斯·奧古斯都並宣布自己為意大利王（rex Italiae）。由於奧多亞塞地位尚未穩固，所以他向東羅馬皇帝芝諾請求patricius（一為純粹的榮譽職位，又可解釋為宰相或代理官，奧多亞塞要求的為後者。），然而芝諾也才剛在476年從國內政爭中復辟，正值政治敏感期，所以並沒有同意。奧多亞塞之後宣布自己為意大利王。
狄奧多里克是東哥特的族長，且與東羅馬帝國有著同盟部族 的協定。因為幫助芝諾復辟有功，芝諾皇帝甚至賜予其"長老"的稱號。不過一山不容二虎，隨著狄奧多里克的領地逐漸擴張，芝諾也漸漸感到不安。因此，當狄奧多里克提議進軍意大利攻打奧多亞塞時，芝諾立刻答應。
493年，狄奧多里克擊敗奧多亞塞。497年的協議確立東哥特王國的地位與意大利的歸屬。意大利仍屬於東羅馬帝國的領土，然而實質上處於近乎獨立的狀態。為了避免與東羅馬產生衝突，狄奧多里克嚴格遵守協議裡的限制。例如：除非東羅馬皇帝同意否則不行使造幣權。使用羅馬帝國的法律，但自己發布「敕令」（edicta），高級官員亦可發布「告示」（edictum）作為權宜。（僅僅是名稱上的不同，意義上與法律無異。）統治上，狄奧多里克效法前統治者奧多亞塞的統治方式。意大利執政官與以前一樣存在，當普羅旺斯被拿下後，高盧執政官的職位也被重新起用。許多基層官職仍繼續由羅馬人擔任。不過狄奧多里克並沒有試圖打破哥特人和羅馬人兩個民族之間的隔閡。信仰方面：羅馬人信仰迦克墩教派，哥特人信仰阿里烏教派。然而不像汪達爾人或早期西哥特人，此時擁有相當的宗教寬容。
隨著查士丁尼一世登基以及阿凱西烏分裂（484–519年東西基督教會的一次分裂）的結束，意大利元老院的一些貴族成員開始和君士坦丁堡維持密切的關係以制衡哥特人。大裁判官波艾提烏斯和其繼父在524的罷免與處決就是其中一個徵兆。
狄奧多里克於526年8月30日逝世，並由其外孫阿塔拉里繼位。由於他還是嬰兒，政權由他的母親阿瑪拉遜莎攝政。
阿瑪拉遜莎深受古羅馬文化的影響，在對兒子的教育或個人感情上，均偏重東羅馬而非哥特。這些行為讓哥特人很不悅，開始謀劃要對抗她。阿瑪拉遜莎意識到這些威脅，所以她將三個她認為最危險的謀反者以軍事為由送往北方的邊界，然而阿瑪拉遜莎發現三人仍繼續謀反。阿瑪拉遜莎因此做了一個冒險的決定，她寫信向新登基的查士丁尼大帝尋求庇護，以期在必要時能逃離意大利。查士丁尼同意了她的要求，甚至準備了旅程途中的招待所（此時東羅馬帝國可能還不太了解意大利的情勢）。阿瑪拉遜莎接著派出刺客刺殺上述提到的三個謀反者。最後刺殺行動成功完成，阿瑪拉遜莎繼續留在拉文納。534年，阿瑪拉遜莎的兒子死亡，她選擇了她的表弟狄奧達哈德 (Theodahad)繼承王位，意圖自己繼續垂簾聽政。不幸的是，狄奧達哈德軟禁了她。查士丁尼得知這個消息後表態支持身陷囹圄的阿瑪拉遜莎，然而阿瑪拉遜莎仍在535年年初遇刺身亡，於沐浴時遭刺客勒斃於浴缸裡。這成了東羅馬向東哥特王國開戰的導火線。

### 查士丁尼的準備
533年，趁著汪達爾王朝內部的不和，查士丁尼派遣他最具才幹的大將貝利薩留前往收復北非的行省。這場汪達爾戰爭出乎意料的迅速且順利，也很可能提升了查士丁尼收復其他西方行省的決心。
貝利薩留被任命為總司令（stratēgos autokratōr）率領7,500名士兵攻打意大利。蒙杜斯被命為伊利里亞的軍司令官（magister militum per Illyricum），前去佔領哥特的行省達爾馬提亞。值得一提的是，貝利薩留所帶領的軍隊數量比他在北非對抗汪爾達時少的多，而且還須面對實力更強的東哥特人。此外，查士丁尼暗中與法蘭克進行交涉，贈與黃金以換取其中立。

## 貝利薩留征服哥特，535–540

### 西西里島與達爾馬提亞的淪陷

貝利薩留第一次征服意大利的過程。

535年，基於戰略因素，貝利薩留進攻西西里島作為進攻意大利的後勤基地。因為東歌德族幾乎沒有派遣守軍，佔領很快就完成，唯一在巴勒摩發生的反抗也在12月底結束。因為達爾馬提亞的守備也很薄弱，在大約8、9月被蒙杜斯佔領。
西西里島與達爾馬提亞淪陷後，狄奧達哈德變得有意願談判，他交給外交使節彼得一封和談的信，內容包括放棄西西里島並且有條件的投降。
然而，彼得才到阿爾巴諾（Albano）就被召回。狄奧達哈德因為害怕查士丁尼拒絕第一封信裡的條款，所以他交給彼得第二封信，信裡同意將意大利移交給東羅馬，條件是意大利每年1,200磅的黃金稅收作為交換。狄奧達哈德要求彼得發誓如果查士丁尼拒絕第一封信裡的條款，彼得才能交出第二封信。
查士丁尼拒絕第一封信並同意了第二封信。然而當彼得從君士坦丁回到羅馬時，情勢已經改觀。

在達爾馬提亞的索林，一支頗具規模的哥特軍隊前來收復，蒙杜斯的兒子因此在一場戰鬥中死亡。極為憤怒的蒙杜斯帶領軍隊攻擊並擊潰了哥特軍。然而，他在追擊戰裡受了致命傷，因為沒有人能勝任他的職位，羅馬軍隊撤退。不過哥特軍一開始也沒有進佔，因為他們也損失了指揮官，而且當地的羅馬居民亦不歡迎他們。
這一連串事件發生在536年3月，狄奧達哈德得知這次勝利後，回絕並囚禁了查士丁尼的使節團。於是和平接收是不可能的了，查士丁尼派遣康士坦提努斯（Constantinus）去收復達爾馬提亞，並命令貝利薩留渡海進攻意大利。當康士坦提努斯在埃庇丹努斯準備軍隊的同時，哥特將軍格里帕斯進入索林。
康士坦提努斯之後領軍前往埃庇丹努斯。哥特的間諜回報敵軍有滿山滿海、數十萬人，加上防禦工事太過殘破，且面對當地居民的不歡迎等等因素，哥特將軍格里帕斯放棄剛到手的索林並且往北方撤退。康士坦提努斯佔領索林，然後重建了它的城牆。七日後，哥特軍撤出意大利。6月末，達爾馬提亞再次回歸羅馬帝國掌控。

### 維提吉斯的登基及首次羅馬圍城
536年春末，貝利薩留橫渡墨西拿海峽進入意大利，俘虜國王維提吉斯。
在經過代價高昂的包圍戰後，羅馬軍隊在九月洗劫了那不勒斯，最後在12月進入羅馬，並廢黜了教宗維理。
貝利薩留行軍的快速震驚哥特陣營，而毫無作為的狄奧達哈德更在那不勒斯淪陷後被罷黜，接替他的是維提吉斯。
維提吉斯離開羅馬前往拉文納召集軍團，他接著帶領大批人馬進攻羅馬。相對而言，貝利薩留陣營沒有足夠軍力直接與其直接交戰，所以他決定繼續留在羅馬城裡。這次羅馬圍城是哥特戰爭裡三次圍城的第一次，從537年3月持續到隔年3月。期間發生過數次戰鬥，也發生過幾次大型軍事行動。不過，在537年4月 (1,600名斯拉夫人及匈奴人)
和537年11月 (5,000人)，拜占庭兩次派出援軍，並將戰局由守轉攻。拜占庭騎兵攻下幾個哥特軍後方的城鎮，使得哥特陣營的補給變得更加艱困，也威脅到了哥特的人民。最終，阿里米努姆(現在的里米尼)被攻陷，騎兵從這裡到拉文納幾乎僅需一天路程，這迫使維提吉斯放棄包圍羅馬並且撤退。

### 里米尼圍城，納爾塞斯抵達
維提吉斯向北前往里米尼的路途中，他加強了數個城鎮和要塞的駐軍以確保後方的安全。在里米尼，羅馬軍的2,000名騎兵包括一些精銳佔領此地，貝利薩留決定用他的步兵替換他們。然而他們的指揮官約翰拒絕服從他的命令，並且繼續待在里米尼。不久之後，哥特軍隊到來。雖然首次進攻失敗，哥特人最終包圍了里米尼。同一時間，另一支哥特人的軍隊正在攻打安科納 。雖然他們在開闊平原擊敗羅馬軍，然而卻無法攻下安科納。當時，2,000名的蠻族同盟軍在亞美尼亞人宦官納爾塞斯領導下抵達馬爾凱（Picenum）。貝利薩留前去與納爾塞斯會面。會議裡，兩人在戰術上產生分歧。納爾塞斯認為應該儘速前往阿里米努姆支援，而貝利薩留認為應該更謹慎前往。不過約翰送來的信讓他們選擇了前者，因為該城市即將被攻陷了。貝利薩留把軍隊分成三部份，海上部隊由貝利薩留的副官伊里迪格（Ildiger）統領，另一支軍隊由有同樣作戰經驗的馬丁（Martin）領軍前往南方，最後是主軍，由他和納爾塞斯共同帶領前往西北。然而維提吉斯得知了羅馬軍隊的行動，為了避免被敵軍的優勢軍力包圍，他撤退回拉文納。

### 貝利薩留與納爾塞斯的不和
不戰而勝的結果提升了納爾塞斯的聲望，比起貝利薩留，包括約翰在內的數名將軍更加擁戴他。在阿里米努姆解圍後的會議裡，兩人的嫌隙更加嚴重，貝利薩留想攻擊哥特人在奧西莫的駐軍並且替米蘭解圍；納爾塞斯想用不那麼集中的力量的方式進行接下來的戰鬥。這包括在艾米利亞的戰役。貝利薩留基於他的信譽不允許真的與納爾塞斯鬧翻，所以他讓他的軍隊加入了攻打烏爾比諾（Urbinum）的行列。兩軍分開紮營，不久之後，納爾塞斯因為認為這座城市無懈可擊且補給良好，於是拔營前往里米尼。在里米尼，納爾塞斯拍派約翰前往艾米利亞，並成功攻下該城。貝利薩留這邊則成功攻下烏爾比諾。無論如何，在意大利的羅馬軍現在已經因為兩個指揮官的不和而分裂，而這即將導致米蘭被攻陷。

### 洗劫米蘭
米蘭 是當時僅次於羅馬的第二大城。538年4月，來自該城的代表向貝利薩留求援。貝利薩留派遣蒙迪拉斯（Mundilas）帶領1,000名前去支援並成功守住該城。除了帕維亞，大部分利古里亞恢復安全。然而維提吉斯向法蘭克人求援，勃根地派出10,000名士兵快速穿越阿爾卑斯山脈，並與東哥特人合力包圍了米蘭。此時的米蘭食物供應不足，而且士兵被分散到了附近的城市與堡壘，米蘭本身守軍薄弱。貝利薩留試圖派出部隊解圍，然而部隊的指揮官馬丁和烏拉里斯並沒有幫上忙，他們向駐守伊里利亞的軍事大裁判官約翰及查士丁要求支援。此時，貝利薩留與納爾塞斯兩人的不和造成了影響，約翰和賈斯丁拒絕在沒有納爾塞斯的命令下出兵。而在獲得納爾塞斯的命令後，約翰病倒了，這又延遲了準備工作的進行。這些延誤對戰局是致命的，在多個月的包圍之後米蘭面臨饑荒的困境。哥特軍向蒙迪拉斯保證如果投降他的士兵將能倖免於難。然而因為對市民沒有相同保證，所以他拒絕了。最終在約略539年3月，飢餓的士兵強迫蒙迪拉斯同意條件開城投降。羅馬守軍確實倖免，但市民遭到大屠殺，米蘭被夷為平地。

### 法蘭克入侵北意大利，奧西莫與菲耶索萊淪陷
米蘭的屠殺過後，納爾塞斯被召回，貝利薩留於是成為意大利權位最高的指揮官。同時，維提吉斯派出使節到波斯薩珊帝國的宮廷，希望說服霍斯勞一世重啟與拜占庭的敵對狀態。如果事成，這將迫使查士丁尼無暇顧及意大利的戰況，給于哥特反擊的機會。然而，當維提吉斯期望的戰爭確實發生時，對他來說卻已經太晚。貝利薩留決心攻下拉文納以結束戰爭，為此，他必須先解決奧西莫和菲耶索萊兩個哥特的據點。馬丁和約翰阻撓烏拉里斯帶軍橫渡波河；查士丁的部分軍隊圍攻菲耶索萊；而貝利薩留在圍攻奧西莫。正當圍城進行的同時，法蘭克國王提烏德貝爾特一世率領大軍穿越阿爾卑斯山支援哥特。哥特人認為已經有了同盟的支援，所以快速行軍並與貝利薩留交戰，但卻被擊退，向南撤退到了托斯卡納。法蘭克陣營原本可以改變戰況，卻由於爆發痢疾而撤退。貝利薩留繼續圍攻兩座被圍困的城市，它們分別在539年
10、11月因飢餓而投降。

### 佔領拉文納，貝利薩留離開意大利
這些勝利消除了貝利薩留後方的潛在威脅，加上來自達爾馬提亞的軍隊協助，貝利薩留前往攻打拉文納。特遣艦隊被派到波河北部，他們切斷了阿德里亞海沿岸的補給。在被圍的哥特首都裡，維提吉斯收到法蘭克大使的同盟要求，但在夏天發生的事件使得兩國早已失去互信。為了儘速結束戰爭且東羅馬與波斯開戰將即，查士丁尼派遣使者給哥特開了很好的投降條件：以波河為界，南屬羅馬、北屬哥特。哥特欣然答應，然而貝利薩留不肯簽這樣的條款，儘管他的將軍們不認同他的做法，但貝利薩留認為這條約背離了他以往所作的努力。灰心喪氣之下，哥特做出了最後的決定，他們推舉貝利薩留為皇帝。

## 哥特人的東山再起，541–551

### 早期哥特人的成功
由於以下三個原因：542年查士丁尼大瘟疫爆發，感染許多羅馬帝國居民，重創羅馬帝國；拉齊奇戰爭開打；羅馬將領內部分裂鬥爭，哥特人取得首場戰役的勝利。然而受到的查士丁尼鼓勵，君士坦丁將軍與亞歷山大將軍結合軍隊進攻維洛那。拜占庭軍一度攻下維洛那城的一個城門，但兩人都擔心對方早自己一步搶走該城的戰利品，遲遲不敢進攻，給哥特人足夠的時間收復城門，迫使拜占庭軍撤退。

### 貝利薩留返回意大利
由於在拜占庭結束與東方波斯的戰爭，並簽了五年的停戰協定，西元544年，貝利薩留率領兩百艘戰艦回到義大利。

## 納爾塞斯征服意大利，551–554
查士丁尼的外甥格曼努斯·賈斯汀（Germanus Justinus）組織對意大利新一波的征討。格曼努斯在551年逝世後，納爾塞斯與托蒂拉繼續對抗，並且在塔吉納之戰（552年，Battle of Taginae）擊殺托蒂拉。哥特軍佔領的羅馬投降，納爾塞斯之後在552年或553年的拉克塔里山戰役（Battle of Mons Lactarius）擊敗特亞與哥特人在意大利的殘部。
雖然納爾塞斯成功將東哥特人擊敗並趕出意大利，他仍需面對其他蠻族緊接而來的威脅，他們侵略拜占庭在北意大利與南高盧的領地。554年，約3萬法兰克人與阿勒曼尼人組成的軍隊侵略北意大利，他們在沃爾圖諾河河畔與拜占庭軍相遇。納爾塞斯領導的羅馬軍組成軍團中堅，數個赫魯利人部隊組成側翼。在這場沃爾圖諾河之戰（554年，Battle of Volturnus）裡，法兰克人與阿勒曼尼人受到嚴重損傷，被迫撤退。

## 戰後

575年，東羅馬帝國（橙）與倫巴第王國（灰）。

拜占庭帝國在哥特戰爭中所獲得的勝利可說是得不償失。帝國因戰爭耗盡了對抗東方威脅所急需的資源。在意大利，戰爭摧毀了支撐城市社會的腹地，羅馬等城市被廢棄，進入了漫長的衰退期。這些不利條件使得貝利薩留無法長保意大利的領土。
查士丁尼死後三年，意大利本土落入日耳曼部落倫巴底的控制，僅存拉文納督主教區的帶狀區域以及部分的南意大利仍在東羅馬的掌控下。查士丁尼也曾在西班牙南部開拓帝國的領土，不過也在幾十年後被日耳曼部落佔領。哥特戰爭後，東羅馬失去收復西方疆土的野心。拉文納最終在751年被倫巴第王國攻陷，不過一些南意大利的沿海地區繼續受東羅馬帝國直接或間接的控制。
11世紀，意大利落入日耳曼人手中。

## 來源

### 主要來源
- Bury, John Bagnell. . Macmillan & Co., Ltd. 1923  [2014-11-16]. （原始内容存档于2023-03-09）.
- Procopius, De Bello Gothico, Volumes I–IV
- Jordanes, De origine actibusque Getarum ("The Origin and Deeds of the Goths")（Charles C. Mierow的英译本）
- Cassiodorus, Variae epistolae ("Letters")（页面存档备份，存于）*（古騰堡計畫）
- . 三民書局. ISBN 9789571449937. Authors list列表中的|first1=缺少|last1= (帮助)

### 次要來源
- Edward Gibbon,, History of the Decline and Fall of the Roman Empire Vol. IV, 第 41（页面存档备份，存于） & 43（页面存档备份，存于）章（存档）
- Hughes, Ian. . Yardley, PA: Westholme Publishing, LLC. 2009. ISBN 978-1-59416-528-3.
- Cumberland Jacobsen, Torsten. . Westholme. 2009.

## 外部鍵結
- Matteo Cioci, "Belisarius at bay : two battles of the Gothic War" (Game scenario)